# 니시촌 (지바현)
니시촌(西村)은 지바현 조세이군에 일찍이 존재했던 촌이다. 현재의 조난정 님서부에 해당한다.

## 역사
- 1889년 4월 1일 - 정촌제 시행에 의해 가미하부군 니시촌이 성립하였다.
- 1897년 4월 1일 - 가미하부군이 폐지되어 조세이군이 되었다.
- 1955년 2월 11일 - 구 조난정, 히가시촌, 미즈카미촌과 합병해 조난정이 신설되어 동일 니시촌은 폐지되었다.

## 관련링크
- 千葉県長生郡西村 (12B0130008) - 歴史的行政区域データセットβ版